# Spilomena nozela
Spilomena nozela är en biart som beskrevs av Vardy 1987. Spilomena nozela ingår i släktet Spilomena och familjen grävsteklar. Inga underarter finns listade i Catalogue of Life.